# For Your Own Special Sweetheart
For Your Own Special Sweetheart (с англ. — «Для твоей собственной особенной возлюбленной») — третий студийный альбом американкой пост-хардкор-группы Jawbox, выпущенный 8 февраля 1994 года лейблом Atlantic Records. Альбом был спродюсирован Тедом Найсли (известный по своей работе с Fugazi) в студии OZ Studio в Балтиморе. Это был дебют группы на мейджор-лейбле, поскольку они покинули Dischord Records, чтобы подписать контракт с Atlantic Records. Это также первый альбом, на котором за барабанами играет Закари Барокас, поскольку он заменил оригинального барабанщика Адама Уэйда двумя годами ранее.
В поддержку альбома было выпущено два сингла: «Savory» и «Cooling Card». «Motorist» и «Jackpot Plus!» ранее были выпущены в качестве сингла лейблом Dischord и были недавно записаны для этого альбома. For Your Own Special Sweetheart был ремастирован и переиздан DeSoto Records в 2009 году с тремя бонус-треками (би-сайды с сингла «Savory») и новой обложкой.
Альбом не имел большого коммерческого успеха, несмотря на то, что был хорошо принят критиками.

## Предыстория альбома
Jawbox выступили с серию сборников и различные синглы, включая сплит-сингл с группой Tar в 1993 году, в котором Tar исполнили кавер на песню Jawbox «Static», а Jawbox исполнили кавер на песню Tar, также названную «Static».
Позже, в 1993 году, Jawbox подписали контракт с крупным лейблом Atlantic Records. Из-за активного участия Jawbox в их собственном лейбле DeSoto группа запросила необычные условия для своего контракта с Atlantic, такие как сохранение прав на распространение винила и контроль над собственным бюджетом звукозаписи. К удивлению группы, Atlantic согласилась с этими условиями.

## Выпуск и продвижение
Jawbox выпустили свой третий альбом For Your Own Special Sweetheart в начале 1994 года. Альбом достиг 28-й строчки в чарте Billboard Heatseekers и был продан общим тиражом около 50 000 копий.
Первым выпущенным синглом был «Savory», который стал одной из самых узнаваемых песен группы. Он регулярно транслировался в программе MTV «120 Minutes», а также появился в эпизоде сериала «Бивис и Баттхед». Группа появилась в студии на «120 Minutes» для телевизионного сегмента, а также появилась в эпизоде шоу «Late Night with Conan O'Brien», сыграв «Savory» в обоих случаях. Они также записали радиосеанс для Джона Пила, обычно известный как Peel Sessions. Второй сингл и музыкальное видео на него, — «Cooling Card», также были выпущены, но в целом получили минимальное внимание.
В течение 1994 года группа гастролировала в качестве разогрева для коллег по лейблу Atlantic Stone Temple Pilots в поддержку своего альбома Your Own Special Sweetheart.

## Приём критиков
| Оценки критиков      | Оценки критиков |
| Источник             | Оценка          |
| -------------------- | --------------- |
| AllMusic             | [ 5 ]           |
| The A.V. Club        | A               |
| Chicago Tribune      | [ 7 ]           |
| Drowned in Sound     | 9/10            |
| Entertainment Weekly | B+              |
| Los Angeles Times    | [ 10 ]          |
| NME                  | 7/10            |
| Pitchfork            | 9.3/10          |
| Record Collector     | [ 13 ]          |
| Spin                 | 7/10            |

Альбом получил очень положительные отзывы после выхода. Грег Кот назвал альбом «самой яркой записью квартета на сегодняшний день, превосходящей по чёткости звучания предыдущие релизы группы на лейбле группы Fugazi Dischord». Он похвалил производственную работу Теда Найсли, написав, что она «придаёт порочный блеск ритм-секции Jawbox, особенно электроинструментальному басу Ким Колетты». В заключение он назвал это «музыкой интеллекта и интенсивности, великолепно записанной».
Ретроспективные рецензии (опубликованные в основном после переиздания альбома) были ещё более положительными. Джейсон Хеллер назвал его «главным достижением группы» и «одним из самых продолжительных, великолепных дисков того десятилетия». Энди Келлман назвал альбом «их вершиной, захватывающим столкновением яркого гитарного шума и смещённых от центра мелодических зацепок над ритм-секцией, которая так же легко раскачивается когда он бьётся». «Внутри или за пределами своего эпицентра в Вашингтоне», — пишет он, — «это один из самых исключительных релизов пост-хардкора, уступающий любому альбому Fugazi, который даёт вам самый большой заряд». Мэтт Лемей написал, что альбом «чрезвычайно хорошо состарился <…> именно потому, что он не потворствовал эстетическим причудам своего времени — мейнстриму или андеграунду. Вместо этого Jawbox отточили своё звучание, максимально использовали имеющиеся в их распоряжении ресурсы и сделали запись, за которой не скрывается никаких посторонних инструментов, звуков или идеологий».
Кавер на песню «Savory» был записан американской альтернативной метал-группой Deftones совместно с альтернативной рок-группой Far на B-Sides & Rarities.

### Награды
| Публикация        | Награда                                         | Позиция |
| ----------------- | ----------------------------------------------- | ------- |
| Alternative Press | The 90 Greatest Albums of the '90s              | 38      |
| Pitchfork Media   | Top 100 Favorite Records of the 1990s (1999 г.) | 19      |
| Pitchfork Media   | Top 100 Favorite Records of the 1990s (2003 г.) | 70      |
| LAS Magazine      | 90 Albums of the 90s                            | 15      |
| Magnet            | Top 60 Albums 1993—2003                         | 49      |

## Список композиций
Все тексты написаны Дж. Роббинсоном, за исключением отмеченных, вся музыка написана группой Jawbox, за исключением отмеченных.
| №                   | Название            | Длительность |
| ------------------- | ------------------- | ------------ |
| 1.                  | «FF=66»             | 2:41         |
| 2.                  | «Savory»            | 4:39         |
| 3.                  | «Breathe»           | 2:47         |
| 4.                  | «Motorist»          | 3:43         |
| 5.                  | «LS/MFT»            | 2:50         |
| 6.                  | «Cooling Card»      | 2:51         |
| 7.                  | «Green Glass»       | 3:26         |
| 8.                  | «Cruel Swing»       | 2:16         |
| 9.                  | «Jackpot Plus!»     | 2:34         |
| 10.                 | «Chicago Piano»     | 3:30         |
| 11.                 | «Reel»              | 3:39         |
| 12.                 | «U-Trau»            | 3:02         |
| 13.                 | «Whitney Walks»     | 3:57         |
| Общая длительность: | Общая длительность: | 41:42        |

| №                   | Название                             | Текст песни         | Музыка               | Длительность |
| ------------------- | ------------------------------------ | ------------------- | -------------------- | ------------ |
| 14.                 | «Lil' Shaver»                        |                     |                      | 2:10         |
| 15.                 | «68»                                 |                     |                      | 3:17         |
| 16.                 | «Sound on Sound» (кавер на Big Boys) | Рэнди Тёрнер        | Крис Гейтс, Тим Керр | 4:06         |
| Общая длительность: | Общая длительность:                  | Общая длительность: | Общая длительность:  | 51:13        |

## Участники записи
Все данные были взяты с сайта AllMusic.

| Jawbox - Дж. Роббинс — вокал, гитара - Билл Барбот — бэк-вокал, гитара - Ким Колетта — бас-гитара - Закари Барокас — барабаны Производственный персонал - Тед Найсли — продюсирование, звукорежиссёр, сведение - Тим Грегори — ассистент инженера - Дрю Мазурек — звукорежиссёр - Джефф Тернер — звукорежиссёр, сведение | Художественное оформление - Джим Саах — фотограф - Шон Скаллен — фотограф - Кэтрин Дэвис — фотограф - Джейсон Фаррелл — арт-директор, графический дизайн |